# KamAZ-65111
Der KamAZ-65111 (russisch КамАЗ-65111) ist ein allradgetriebener Lastwagen aus der Produktion des KAMAZ-Werks in Nabereschnyje Tschelny. Das Fahrzeug wird seit 2003 in Serie gebaut und ähnelt dem KamAZ-55111 ohne Allradantrieb stark. Von ihm unterscheidet sich das Modell, neben dem Allradantrieb, hauptsächlich durch eine gesteigerte Nutzlast, eine geänderte Kippmulde und andere Motoren.

## Fahrzeugbeschreibung

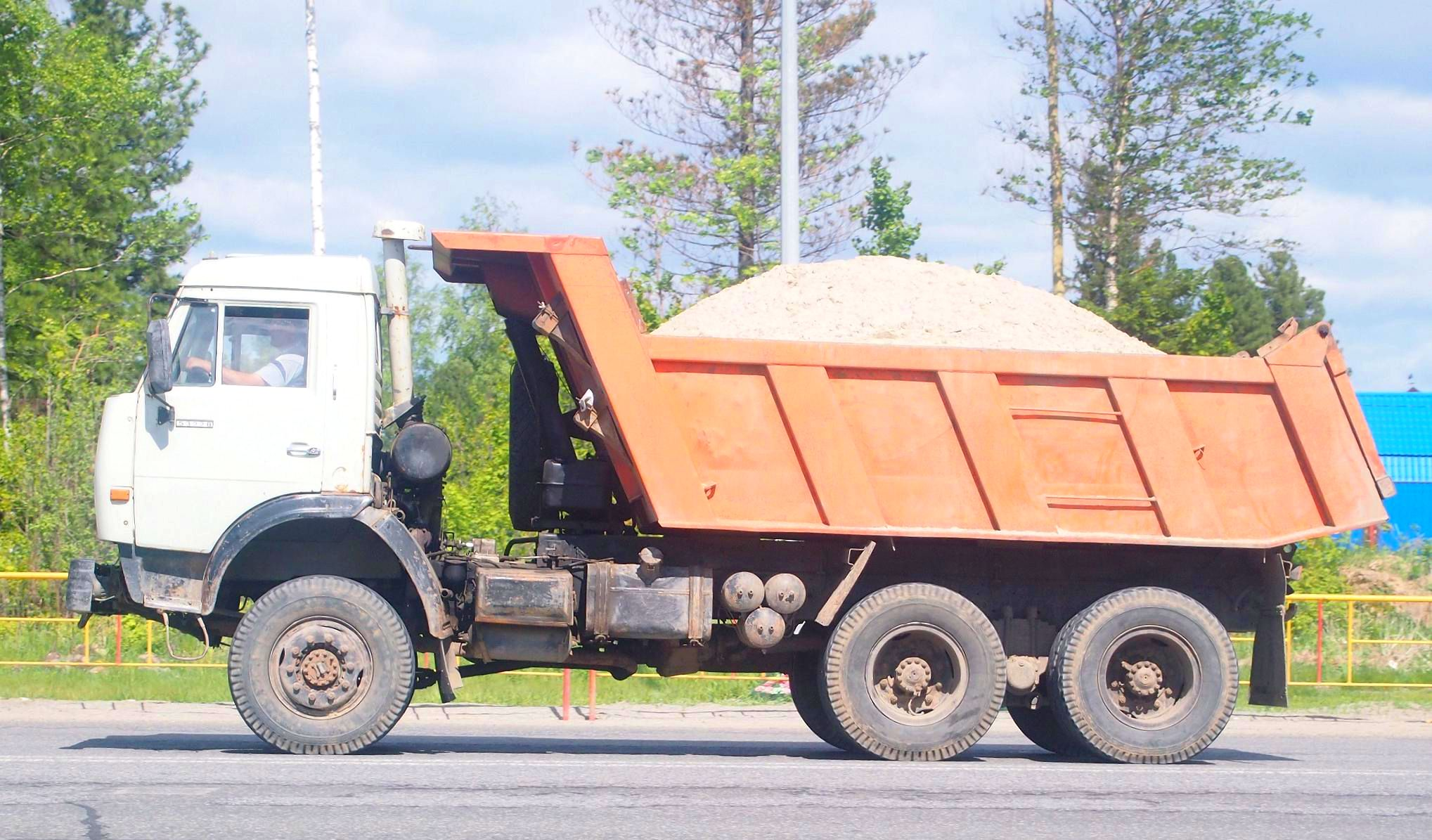
KamAZ-65111 in Chanti-Mansijsk (2015)

Das Fahrzeug wurde unter der Bezeichnung KamAZ-53228 bereits seit 1989 als Fahrgestell mit Pritschenaufbau angeboten. Die Fertigung von Kippern des Typs KamAZ-65111 begann unter Verwendung des Fahrgestells im Jahr 2003. Von seinem Vorgänger ohne Allradantrieb, dem KamAZ-55111 unterscheidet er sich in verschiedenen wichtigen Punkten. Die überarbeitete Kippmulde fasst nun 8,2 Kubikmeter Ladegut. Die Nutzlast wurde von 13 auf 14 Tonnen erhöht. Durch den Einsatz des Allradantriebs sank die Höchstgeschwindigkeit auf 80 km/h. Zunächst wurde der Motor des KamAZ-55111 mit einer geringfügigen Leistungssteigerung verbaut. Er leistete nun 260 PS (191 kW) statt wie zuvor 240 PS (176 kW). Da das Aggregat mit knapp elf Litern Hubraum jedoch nur die Abgasnorm EURO 2 erfüllte, wird es heute nicht mehr angeboten.
Mit Stand 2016 werden die Fahrzeuge noch immer mit Motoren aus der hauseigenen Fertigung von KAMAZ geliefert. Die Leistung wurde noch einmal gesteigert und beträgt nunmehr 280 PS (206 kW). Durch eine Vergrößerung des Kolbenhubs um zehn Millimeter stieg der Hubraum auf knapp zwölf Liter an. Durch verschiedene andere Modernisierungen erfüllt der Achtzylinder-Dieselmotor nun allerdings die Abgasnorm EURO 4. Auch das Getriebe stammt aus eigener Fertigung und nicht, wie bei anderen Lastwagen des Herstellers, von westeuropäischen Zulieferern.

## Technische Daten
Die hier aufgeführten Daten gelten für Fahrzeuge vom Typ KamAZ-65111, wie sie der Hersteller Mitte 2016 anbietet. Über die Bauzeit hinweg und aufgrund verschiedener Modifikationen an den Fahrzeugen können einzelne Werte leicht schwanken.
- Motor: Viertakt-V8-Dieselmotor
- Motortyp: KamAZ-740.622-280
- Leistung: 280 PS (206 kW)
- maximales Drehmoment: 1177 Nm
- Hubraum: 11,76 l
- Hub: 130 mm
- Bohrung: 120 mm
- Verdichtung: 17,9:1
- Abgasnorm: EURO 4
- Tankinhalt: 2 × 210 l
- Getriebe: manuelles Fünfgang-Schaltgetriebe mit Geländeuntersetzung
- Getriebetyp: KAMAZ 154
- Höchstgeschwindigkeit: 80 km/h
- maximal befahrbare Steigung: 18 %
- Antriebsformel: 6×6
- Bordspannung: 24 V
- Lichtmaschine: 28 V, 3000 W
- Batterie: 2 × 190 Ah, 12 V, in Reihe verschaltet

Abmessungen und Gewichte
- Länge: 7340 mm
- Breite: 2550 mm
- Höhe: 3145 mm
- Radstand: 3340 + 1320 mm
- Wendekreis: 22,6 m
- Inhalt der Kippmulde: 8,2 m³
- Leergewicht: 11.125 kg
- Zuladung: 14.000 kg
- zulässiges Gesamtgewicht: 25.200 kg
- zulässige Anhängelast: 13.000 kg
- zulässiges Gesamtgewicht Zug: 38.200 kg
- Achslast vorne: 6200 kg
- Achslast hinten (Doppelachse): 19.000 kg